# 米略山 (卡魯馬斯區)
16°53′19″S 70°32′30″W / 16.88861°S 70.54167°W
米略山（Millu），是秘魯的山峰，位於該國南部莫克瓜大區，由涅托元帥省的卡魯馬斯區負責管轄，屬於安地斯山脈的一部分，海拔高度5,000米。